# Tilia mandshurica
Tilia mandshurica Rupr. & Maxim. – gatunek drzewa z rodziny ślazowatych. Występuje naturalnie w Rosji (zachodnia Syberia), na Półwyspie Koreańskim, w Chinach (Hebei, północna część Jiangsu, Mongolia Wewnętrzna i Szantung) oraz Japonii. 

## Morfologia
PokrójZrzucające liście drzewo dorastające do 20 m wysokości.
LiścieBlaszka liściowa ma owalnie okrągławy kształt. Mierzy 8–10 cm długości oraz 7–9 cm szerokości, jest ząbkowana na brzegu, ma nasadę od sercowatej do ściętej i ostry wierzchołek. Ogonek liściowy jest owłosiony i ma 20–50 mm długości.
KwiatyZebrane po 6–12 w wierzchotkach wyrastających z kątów podsadek o kształcie od podługowatego do lancetowatego i długości 5–9 cm. Mają 5 działki kielicha o lancetowatym kształcie i dorastające do 5 mm długości. Płatków jest 5, mają odwrotnie jajowaty kształt i osiągają do 7–8 mm długości.
OwocOrzeszki mierzące 7–9 mm średnicy, o niemal kulistym kształcie.